# Copa Latina (baloncesto)
La Copa Latina de clubes es una extinta competición de baloncesto masculina disputada en Europa, siendo la primera competición de carácter internacional que enfrentaba a cuatro equipos europeos de las federaciones de España, Francia, Italia y Suiza, de manera homóloga que la Copa Latina de fútbol.
El torneo de baloncesto no arrancó hasta 1953, siendo el precedente inmediato como competición precursora de la Copa de Europa organizada por la FIBA en la temporada 1957-58.
De carácter oficial internacional, era organizada por la Comisión de Organizaciones Internacionales de Baloncesto —órgano perteneciente al máximo estamento baloncestístico de la FIBA—, conjuntamente con las federaciones nacionales de los equipos participantes.
Pese al precedente futbolístico y el éxito cosechado, sólo contó con dos ediciones. Tras la celebrada el mismo año de su instauración, se dio la segunda con motivo de la segunda edición de una competición auspiciada por la FIBA y denominada posteriormente como Torneo Internacional de Navidad. Se decidió que esta segunda edición fuese reconocida como la segunda Copa Latina debido a la procedencia de los participantes, y en un intento por relanzar la competición, celebrándose en diciembre de 1966 en el pabellón de la Ciudad Deportiva del Real Madrid Baloncesto.
Cabe destacar que en la actualidad se viene disputando desde 1989 un torneo en América (organizado en Panamá por la Federación Panameña de Baloncesto, FEPABA), siendo una competición entre selecciones nacionales de baloncesto también denominada Copa Latina.

## Historia

### Antecedentes y origen
Pese al precedente futbolístico y el éxito cosechado, sólo contó con dos ediciones. La primera edición de la denominada como Copa Latina fue en la conclusión de la temporada 1952-53, y concretamente entre los días 5 y 8 de abril, en el Frontón Recoletos de Madrid. Disputada bajo un sistema de liga, acudieron los campeones nacionales de España (Real Madrid), Italia (Olimpia de Borletti), Francia (Villeurbanne) y Suiza (B.C. Jonction), que quedaron clasificados por este orden. Los dos finalistas, Real Madrid y Olimpia Milano, llegaron invictos al partido que decía el campeón. El equipo madridista culminó con la conquista de la I Copa Copa Latina, al vencer al cuadro italiano por 63-58.
Tras la celebrada el mismo año de su instauración, se dio la segunda con motivo de una nueva disputa de una competición auspiciada por la FIBA y denominada posteriormente como Torneo Internacional de Navidad. Se decidió que esta contienda fuese reconocida como la segunda Copa Latina debido a la procedencia de los participantes, y en un intento por relanzar la competición, celebrándose en diciembre de 1966 en el pabellón de la Ciudad Deportiva del Real Madrid Baloncesto. A la participación del mismo equipo anfitrión madrileño se sumaron la del resto de campeones de las federaciones concretadas, el Association Sportive de Villeurbanne et Éveil Lyonnais francés, el Pallacanestro Olimpia Milano italiano y el Sport Lisboa e Benfica portugués siendo su última referencia.
El referido Torneo de Navidad fue una extinta competición internacional de baloncesto masculino organizada por el Real Madrid de Baloncesto bajo la mano de Raimundo Saporta, directivo del club y presidente de la Comisión Internacional de la Federación Internacional de Baloncesto (FIBA), y bajo la autorización y el apoyo de William Jones, su secretario general. Sus dos primeras ediciones fueron consideradas como las primeras de dos competiciones oficiales, Copa Intercontinental y Copa Latina respectivamente, pasando desde entonces a ser una competición amistosa pero de gran prestigio internacional referida con dicha distintiva denominación.,
En esta segunda Copa Latina, el Simmenthal ganó al Real Madrid por 113-101 en el partido que decidía el título.
En el equipo madridista figuraban los Ramos, Sainz, Emiliano, Sevillano, Aiken, Luyk, McIntire y Monsalve, mientras en el equipo italiano destacaban Riminucci, Vianello, Massini, Ongaro y Chubim. Tercer clasificado fue el Villeurbanne, gracias a su victoria sobre el Benfica por 70-53. El líder del equipo francés era el base Alain Gilles.
En el fondo material del Museo FEB, en la ciudad de Alcobendas, se conserva una medalla conmemorativa de aquella Copa Latina disputada los días 24, 25 y 26 de diciembre de 1966.
Pese a que la segunda edición de lo que sería más tarde conocido como Torneo de Navidad fue denominada como Copa Latina, esto fue debido a la procedencia de los equipos contendientes, pero no fue la continuadora o sucesora de la Copa Latina FIBA de 1953, pese a que la intención del torneo fuese acabar siendo una prestigiosa competición internacional en un intento por relanzar la competición, que previamente se denominó Copa Intercontinental, siendo la primera edición de la Copa Intercontinental FIBA, ya que la edición de enero de 1966 figura en el palmarés tanto de la primera edición del Torneo Internacional de Navidad y como de la primera edición de la Copa Intercontinental FIBA, por lo que esa primera edición de enero de 1966 figura en el palmarés de ambas competiciones (Copa Intercontinental y Torneo de Navidad), separándose posteriormente en sendos historiales.
La Copa Latina FIBA de 1953 y la Copa Latina FIBA de 1966 son las únicas ediciones que han recibido dicha denominación, en competiciones de clubes, aunque la segunda aparece dentro de los historiales de lo que posteriormente se denominaría Torneo de Navidad (II edición del Torneo de Navidad). Esto responde a que por entonces las competiciones estaban todavía en un estado incipiente y no conformado.

## Historial
Frontón Recoletos. Madrid (8/4/1953).
- Real Madrid (jugadores y puntos)

```
:
Real Madrid: 63  (Campeón)

:F. Borras (7)                        
:Galíndez (27)                       
:Pinedo (14)                          
:Bea (10)                             
:Garrido (4)                          
:Bonet (1)                            
```

- Olimpia Borletti (jugadores y puntos)

```
:
Olimpia Borletti: 58 (Subcampeón)

:Rubini (4)
:Stefanini (19)
:Romanutti (23)
:Pagani (6)
:Sforza (2)
:Gamba
:Millani (2)
:Padovan (2)
```

| Temporada   | Campeón                | Resultado   | Subcampeón             | Tercer lugar       | Cuarto lugar   | Notas             |
| Copa Latina | Copa Latina            | Copa Latina | Copa Latina            | Copa Latina        | Copa Latina    | Copa Latina       |
| ----------- | ---------------------- | ----------- | ---------------------- | ------------------ | -------------- | ----------------- |
| 1953        | Real Madrid Baloncesto | 63 - 58     | D. B. Milano           | A. S. Villeurbanne | Jonction B. C. | Liga de 4 equipos |
| 1966        | P. O. Milano           | 113 - 101   | Real Madrid Baloncesto | A. S. Villeurbanne | S. L. Benfica  | Liga de 4 equipos |

Con la consolidación de la Copa de Europa y del Torneo de Navidad, no volvió a disputarse ninguna competición de clubes de baloncesto con la denominación de Copa Latina. En cambio, en la actualidad si existe una competición a nivel de selecciones nacionales con esta denominación.

### Palmarés
El Real Madrid Baloncesto y el Pallacanestro Olimpia Milano fueron los campeones de las dos ediciones de la Copa Latina disputadas hasta diciembre de 1966. La segunda de ellas estuvo enmarcada además dentro del historial del Torneo Internacional de Navidad.
| Equipo                       | Títulos | Subtítulos | Años campeonatos | Años subcampeonatos |
| ---------------------------- | ------- | ---------- | ---------------- | ------------------- |
| Real Madrid Baloncesto       | 1       | 1          | 1953             | 1966                |
| Pallacanestro Olimpia Milano | 1       | 1          | 1966             | 1953                |

Datos actualizados: Final del torneo.